# Armée de la Loire
L'armée de la Loire est formée en octobre 1870 par Léon Gambetta, ministre de l'Intérieur et de la Guerre du gouvernement de la Défense nationale, réfugié à Tours, pour poursuivre, après la défaite de Sedan du 2 septembre 1870, la guerre contre les Allemands.

## 1rearméede la Loire

### Création
A la fin du mois de septembre 1870, l'invasion allemande couvrait déjà le tiers du territoire national. Pour résister à 600 000 ennemis bien organisés, bien pourvus et bien commandés, la France n'avait, après la capitulation de Sedan, que l'armée de Metz, bloquée dans son camp retranché, deux corps d'armée, les 13e et 14e, qui devaient servir de noyau à l'Armée de Paris, et, en province, à peu près 50 000 hommes de dépôts, de régiments de marche et de débris. Dans le courant de ce mois, on avait réuni derrière la Loire quelques régiments de marche et quelques régiments de mobiles, des régions du Centre et de l'Ouest. Ces troupes, et quatre régiments de ligne rappelées d'Algérie, les 10e, 38e, 39e et 92e, étaient destinés à former le 15e corps d'armée de l'Armée de la Loire sous la direction du général de La Motte-Rouge.

### Opérations des mois d'octobre et novembre 1870

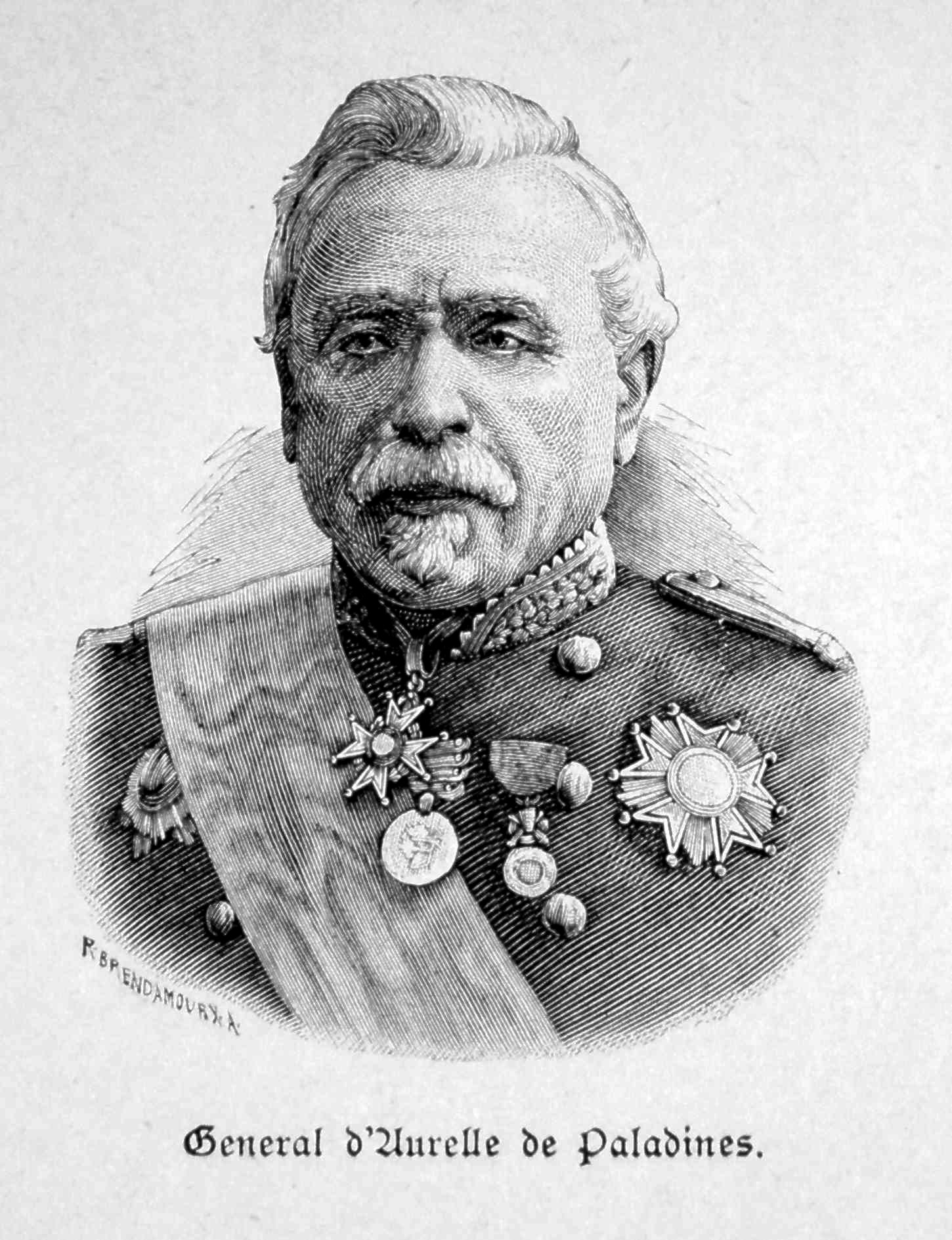
Le général d'Aurelle de Paladines.

Le 10 octobre, à Artenay (Loiret), l'armée de la Loire rencontre, sans succès, l'armée bavaroise du général von der Thann, qui protège le siège de Paris par le sud. Elle doit abandonner Orléans, le 11 octobre. Léon Gambetta destitue La Motte-Rouge et confie le commandement au général d'Aurelle de Paladines qui s'installe à Salbris, en Sologne.
L'armée se renforce du 16e corps du général Chanzy et du 17e corps du général de Sonis. Elle regroupe alors 70 000 hommes et 150 canons. Elle triomphe des Bavarois à Coulmiers (Loiret) le 9 novembre et reprend Orléans. Mais les Bavarois sont renforcés par les contingents du prince Frédéric-Charles de Prusse, rendus disponibles par la capitulation du maréchal Bazaine à Metz le 27 octobre.
Gambetta renforce l'armée de la Loire par le 18e corps d'armée du général Billot et le 20e corps du général Crouzat. Ceux-ci sont battus le 28 novembre à Beaune-la-Rolande (Loiret) par les Prussiens et se replient sur Orléans. Les 1er et 2 décembre, les 16e et 17e corps sont battus à Loigny (Eure-et-Loir). Orléans est prise par les Allemands le 4 décembre.

## Réorganisation du 5 décembre 1870

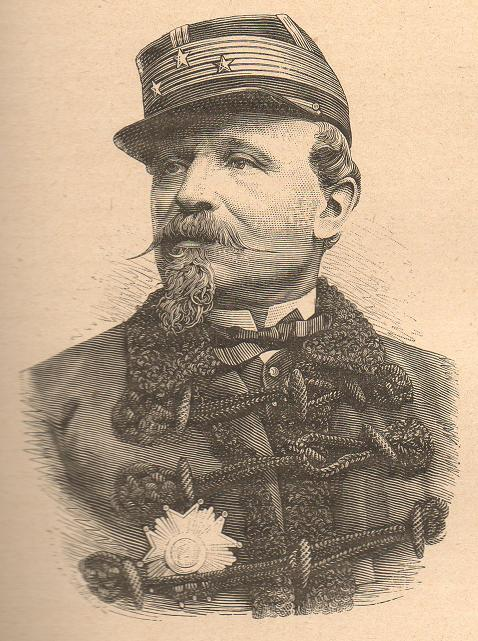
Le général Chanzy.

Après la défaite de Loigny et la réoccupation d'Orléans par les Allemands le 4 décembre, l'armée de la Loire se trouve séparée en deux groupes. Gambetta décide alors de réorganiser ses troupes en deux armées. Le général d'Aurelle de Paladines est écarté.
D'une part, les 15e, 18e et 20e corps sont regroupés pour constituer l'armée de l'Est, dont le commandement est confié au général Bourbaki, installé à Gien et Salbris. Il a pour mission de se porter au secours de Belfort qui résiste aux Allemands.
D'autre part, les 16e et 17e corps, commandés par le général Chanzy installé à Beaugency, deviennent alors la deuxième « armée de la Loire ».

## 2earméede la Loire
La deuxième armée de la Loire tient alors tête aux Prussiens à Josnes et Villorceau les 7 et 8 décembre, puis à Fréteval 14 et 15 décembre. Bien que renforcée par le 21e corps du général Jaurès, elle perd la bataille d'Auvours au sud-est du Mans les 11 et 12 janvier 1871. Les combats continuent à Sillé-le-Guillaume (Sarthe) le 15 janvier et à Saint-Melaine près de Laval le 18 janvier, avec le 19e corps, nouvellement créé et où furent arrêtés les Prussiens. L'armée se retranche alors derrière la Mayenne, jusqu'à l'armistice du 28 janvier 1871, signé par le gouvernement provisoire. Cependant, le 27 janvier, le 25e corps du général Pourcet réoccupe une partie de Blois. Pendant l'armistice, on organise le 26e corps, constitué à Lyon, qui se transporta, incomplet, à Poitiers.
Le 14 mars 1871, l'armée de la Loire est dissoute.

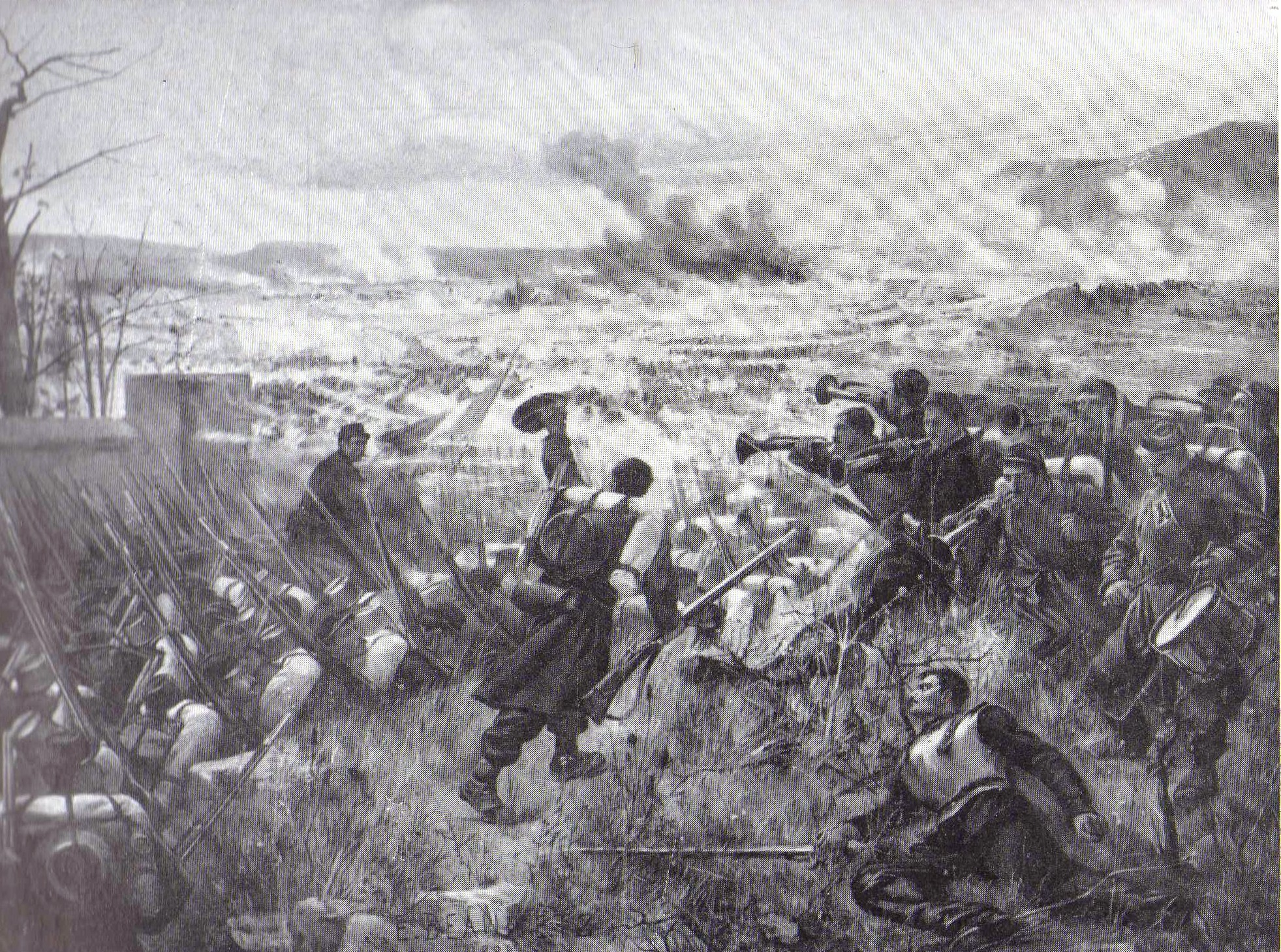
Victoire de Coulmiers (9 novembre 1870).
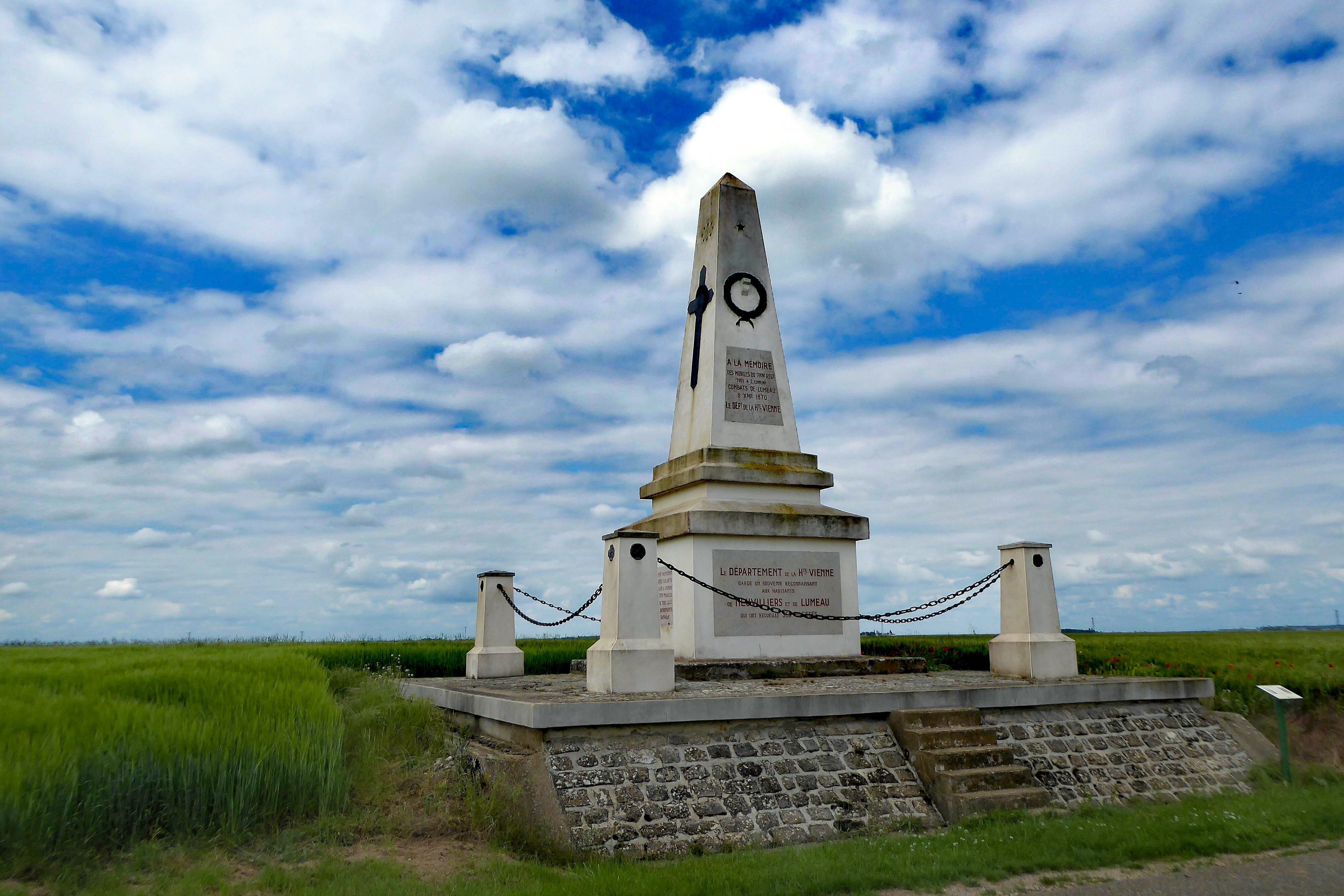
Monument-ossuaire de la bataille de Loigny (2 décembre 1870).
- Lettre d'Henry Vielfaure, un soldat de l'armée de la Loire, à sa famille - 1871.

### Composition de la2earméede la Loire
La deuxième armée de la Loire, est constituée dans la seconde quinzaine d'octobre, et se forme, à Blois et à Bourges, sous le commandement direct du général de division Pourcet,.